# 白井良明 (情報工学者)
白井 良明 （しらい よしあき、1941年 - ）は、日本の情報工学者。専門はコンピュータビジョン、ロボットビジョン、画像処理、パターン認識。大阪大学名誉教授。元国際パターン認識連盟副会長。元人工知能学会会長。

## 略歴
愛知県出身。東海高等学校卒。1964年名古屋大学工学部機械工学科卒業。1969年東京大学より工学博士の学位を取得。同年電子総合技術研究所（現産業技術総合研究所）入所。
1971年より1年間渡米しMIT AIラボ客員研究員としてマービン・ミンスキーらのもとで三次元コンピュータビジョンの研究に従事。
1985年同研究所制御部長。1988年大阪大学工学部電子制御機械工学科教授。2000年人工知能学会会長。東京大学大学院工学研究科教授（併任）をへて2005年より立命館大学情報理工学部知能情報学科教授。
2012年より総合理工学研究機構チェアプロフェッサー。2013年より現職。同年瑞宝小綬章受章。
IAPR(国際パターン認識連合) Vice Chair, 人工知能学会会長、電子情報通信学会情報システムソサイエティ会長等歴任。
主な著書に「コンピュータビジョン」(昭晃堂)、「Three Dimensional Computer Vision」(Springer-Verlag)、「LISP」(培風館、共訳)、「人工知能の理論」(コロナ社)、「身近になるロボット」(大阪大学出版会、共著)がある。